# Arturo Montiel Rojas
Arturo Montiel Rojas (Atlacomulco, Estado de México, 15 de octubre de 1943) es un político mexicano miembro del Partido Revolucionario Institucional. Es licenciado en administración de empresas por la Universidad Nacional Autónoma de México. Ha sido gobernador y secretario de Desarrollo Económico del Gobierno del Estado de México, director general de Protección Civil de la Secretaría de Gobernación y director general de los Talleres Gráficos de México.[cita requerida]
Ha ocupado los siguientes cargos: secretario general de la Federación de Organizaciones Populares del estado de México, subsecretario general de Acción Electoral del Comité Ejecutivo Nacional, integrante de la Comisión de Desarrollo Regional del Consejo Político Nacional, en dos ocasiones presidente del Comité Directivo Estatal y del Consejo Político Estatal en la entidad; en tres ocasiones, ha formado parte del Consejo Político. Actualmente está retirado de la política.[cita requerida]

## Biografía
Gregorio Montiel Monroy nació en 1917 en Atlacomulco, Estado de México. Antes de nacer quedó huérfano de padre. Y cuando escasamente cumplió cinco meses de edad falleció su madre.
A los doce años, viajó a Toluca, donde comenzó a trabajar en el negocio de los abarrotes al lado de Justo García y Ciro Estrada, prósperos comerciantes de la capital mexiquense.
A la edad de 25 años regresó a su natal Atlacomulco. En 1942 se casó con Delia Rojas García con quien procreó 12 hijos –cinco hombres y siete mujeres-. Su primogénito fue Arturo Montiel Rojas –exgobernador del Estado de México-, quien nació en 1943.
Gregorio Montiel se convirtió en concesionario de la Cervecería Cuauhtémoc, que distribuía las marcas Bohemia, Carta Blanca y Don Quijote, y de los refrescos Mundet y Jarritos. Con el tiempo también fue distribuidor de los refrescos Pepsi Cola en el norte del estado.
De acuerdo al exmandatario Arturo Montiel, en 1968 siendo gobernador Juan Fernández Albarrán “un grupo de atlacomulquenses le pidió a mi padre que aceptara el cargo de alcalde de Atlacomulco, ante la renuncia de su titular, Sergio Monroy Vélez. Aceptó porque se lo pedían, pero en realidad no era su vocación. Al terminar su periodo volvió a los negocios”.
El 16 de enero de 1968 entró como Presidente Municipal por ministerio de ley.
Cabe destacar que en esa administración, la Profesora Julia Flores Jasso, fue la primera mujer que formó parte del ayuntamiento.
El 29 de octubre de 2004, cuando Enrique Peña se registró como precandidato del PRI a la gubernatura del Edomex, fue acompañado por don Gregorio Montiel. Para entonces, Peña Nieto era considerado el delfín político del mandatario en turno Arturo Montiel. Don Goyo como le decían al padre del exgobernador dijo tajante: “Enrique cuenta con todo el apoyo y solidaridad de la familia Montiel”.
Al referir el exgobernador Montiel, las amenazas de muerte de las que fue objeto cuando buscó ser el candidato presidencial del PRI en 2006; el priista advierte que quienes orquestaron su declinación política “tuvieron el atrevimiento de introducirse en la casa de mis padres, disfrazados de empleados de Telmex y amedrentaron a mi padre (Gregorio Montiel)”.
Gregorio Montiel falleció a los 95 años de edad en Toluca. Su esposa Delia Rojas fallece 15 de abril de 2013 en la ciudad de Toluca, le sobreviven sus hijos María Guadalupe, Martha, Teresa, Rosa María, María de Lourdes, María del Carmen, María Eugenia, Joaquín, Gregorio, Manuel, Arturo. .

## Gobernador del Estado de México
En 1999 es electo Gobernador Constitucional del Estado de México para el periodo comprendido entre 1999-2005. Su campaña a la gubernatura fue notoria por anuncios en los que clamaba que los derechos humanos "son para los humanos y no para las ratas". Parte importante de su gabinete fue Enrique Peña Nieto iniciando como secretario de Administración, enviándolo luego a coordinar a los diputados locales del PRI, para luego ungirlo como su sucesor. En 2005 declaró su intención de buscar la candidatura presidencial de su partido y posteriormente la Presidencia de la República en las elecciones presidenciales de 2006, diciendo en su Último informe de gobierno como Gobernador del Estado de México: "He sido un militante leal, que dentro de la ley y el juego limpio, ha llevado al PRI a la victoria (...) Por compromiso y por historia, me propongo luchar sin descanso para alcanzar la Presidencia de la República". .
El 4 de agosto de 2005 fue elegido como candidato de la corriente Unidad Democrática, coloquialmente conocida como TUCOM (Todos Unidos contra Madrazo) para buscar la candidatura del PRI para la presidencia de México, aunque el 20 de octubre del mismo año declinó dicha candidatura para evitar la división del partido (PRI), ya que su contrincante lo acusó de presunto enriquecimiento ilícito respaldado en la posesión de diversas propiedades de muy alto lujo en México, Francia y España y cuyos valores individuales llegaban a rebasar los 6 millones de dólares. Su esposa e hijos han sido acusados en prensa de participar en actos ilícitos mas no se les sigue un proceso formal. (Cabe mencionar que todas estas acusaciones filtradas presuntamente por su opositor en la contienda presidencial, fueron investigadas por el gobierno federal Panista en Turno Vicente Fox, sin lograr excalrecer ninguna de estas imputaciones) En su defensa Montiel ha dicho que sus propiedades son producto de su trabajo en el sector inmobiliario en la década de los 80 así como del valor de su participación accionaria en una firma de cocinas integrales, y que estas propiedades siempre fueron declaradas en su manifestación de Bienes como la Ley lo marca. 
El Gobierno del Estado de México, ya con Enrique Peña Nieto como Gobernador, le siguió un proceso del cual no fue encontrado culpable de ningún delito sin embargo las investigaciones sobre la fortuna de Arturo Montiel siguen en curso en el Estado de México y son supervisadas por un consejo ciudadano creado, según el gobierno del Estado, para garantizar la transparencia de estas.
No obstante se le adjudican diversas propiedades en diferentes estados de la República Mexicana, así como un lujoso departamento ubicado en el barrio 16 de París uno de los más exclusivos de la capital francesa con un valor en el mercado de 300 mil euros, aun cuando la investigación que se llevó a cabo contenía los reportes del registro de propiedad parisino, del cual se desprendía que no había propiedad alguna a su nombre.

## Controversias
A mediados de enero de 2006, ha sido absuelto de los cargos de corrupción, a pesar de existir evidencia en su contra. Hay quienes señalan tener pruebas convincentes de que Arturo Montiel creó una fortuna familiar de cientos de millones de dólares por medio corruptelas e ilegalidades, como el uso de fondos públicos para fines privados y el tráfico de influencias. También se le adjudica la propiedad de un Castillo en Francia, así como propiedades valuadas en millones en E.U. y México.
Además Montiel ha tenido problemas debido a que Maude Versini Lancry, exesposa de Montiel, denunció que el exgobernador sigue demorando la entrega de sus hijos pese a que ya existe una resolución judicial para que se los devuelva a su madre, sin embargo, este largo proceso de 3 años en la búsqueda de una solución para ambos padres, quedó resuelta en su totalidad con la firma de un acuerdo entre ambas partes, de carácter totalmente privado, donde los tres menores hijos convivirán con su madre fuera de México por hasta un periodo de siete semanas anuales. Dicho acuerdo quedó en firme en abril de 2015.

## Acusación de golpiza y amenazas de muerte a César D'Alessio
El 16 de diciembre de 2020, César D'Alessio, hijo de la cantante Lupita D'Alessio, subió un video a redes sociales acusando a Arturo Montiel Yáñez, primogénito del exgobernador, de haberle propinado una golpiza y de amenazarlo de muerte, al terminar un show contratado por el mismo Montiel.
El exgobernador no ha emitido una postura al respecto del incidente.[cita requerida]